# Mirabilicoxa palpata
Mirabilicoxa palpata är en kräftdjursart som beskrevs av Robert Raymond Hessler 1970. Mirabilicoxa palpata ingår i släktet Mirabilicoxa och familjen Desmosomatidae. Inga underarter finns listade i Catalogue of Life.